# Млинівський район
Мли́нівський райо́н — колишня адміністративно-територіальна одиниця Рівненської області України. Площа — 945 км², що становить 5 % території області. Районний центр — смт Млинів.

## Географія
Район розташований у південно-західній частині Рівненської області. Межує на півночі — з Луцьким районом Волинської області, на сході — з Рівненським і Дубенським районами, на півдні — з Дубенським, на заході — з Демидівським районом Рівненської області.
Млинівщина розташована у південно-західній частині Рівненської області у межах Волино-Подільської рівнини, охоплюючи підобласть Волинської височини. Височини розділяють водні артерії великих річок Стиру та Ікви, що протікають по території району. Є 6 малих річок, 5 штучних водойм, одне водосховище (Млинівське). Недалеко від Млинова розташовані об'єкти природно-заповідного фонду — урочище «Хвороща», гідрологічні заказники «М'ятин» і «Добрятин».
Ліси займають 11866 га або 12,6 % території району, з них 8935 га державних лісів.
Млинівщина багата нерудними корисними копалинами місцевого значення такими як пісок, крейда, торф.
Провідне місце в економіці району займає сільське господарство.

### Природно-заповідний фонд
Ботанічні заказники:
- Грабовещина

Геологічні заказники:
- Яр «Каменярня», урочище «Біла дебря»

Гідрологічні заказники:
- Заплава річки Стир, Урочище «Добрятин», Урочище «М'ятин»

Ботанічні пам'ятки природи:
- Печений Віл, Урочище «Хвороща» (загальнодержавного значення)

Заповідні урочища:
- Гора Смордва, Урочище «Берещина», Урочище «Війницьке», Урочище «Кароліна», Урочище «Смордва»

Парки-пам'ятки садово-паркового мистецтва:
- Млинівський парк, Острожецький парк

### Адміністративно-територіальний устрій
У складі району — одне селище міського типу та 92 села, які об'єднуються 1 селищною і 29-а сільськими радами. Найбільший населений пункт — смт Млинів.

### Список громад Млинівського району
- Бокіймівська сільська територіальна громада
- Млинівська селищна територіальна громада
- Острожецька сільська територіальна громада
- Підлозцівська сільська територіальна громада
- Повчанська сільська територіальна громада
- Ярославицька сільська територіальна громада

### Список рад Млинівського району
| № | Назва                    | Центр       | Населені пункти                            | Площа км² | Місце за площею | Населення (2001), чол. | Місце за населенням | Розташування |
| - | ------------------------ | ----------- | ------------------------------------------ | --------- | --------------- | ---------------------- | ------------------- | ------------ |
| 1 | Підгаєцька сільська рада | c. Підгайці | с. Підгайці с. Коблин с. Озліїв с. Ужинець |           |                 |                        |                     |              |

* Примітки: м. — місто, с-ще — селище, смт — селище міського типу, с. — село
Районний центр — смт Млинів розташований на березі річки Ікви за 15 км від автомагістралі E40 (Київ—Львів—Чоп) та за 24 км від залізничної станції Дубно. Також територією району проходить автошлях E58.

## Історія
Млинівський район як адміністративно-територіальна одиниця утворений у 1940 році.. Підчас Другої світової війни входив до Дубенської округи генеральної округи Волинь-Поділля Райхскомісаріату Україна. 1959 року до нього був приєднаний Острожецький район.
У 1950 році почалася нова кампанія з виключення з колгоспів «бандпособницьких» родин, станом на 20 червня 1950 року в Млинівському районі було виключено 33 родини (такі виключені родини надалі підлягали виселенню за межі УРСР).
У 1962 році до Млинівського району приєднано Демидівський район, а 22 вересня 1995 року, згідно з Постановою Верховної Ради України № 346/95-ВР, відновлено Демидівський район.

## Населення
Населення району становить — 39,5 тис.осіб, в тому числі сільське — 31,2 тис. осіб. У районі проживають 2524 одиноких громадян літнього віку та пенсіонерів, які взяті на облік в районному територіальному центрі обслуговування пенсіонерів та одиноких непрацездатних громадян, обслуговуються соціальними працівниками та робітниками 1734 особи. Станом на 1 квітня 2008 року на обліку в управлінні Пенсійного фонду України у Млинівському районі знаходиться 11800 пенсіонерів.

### Національність
У 1945 році чехи становили понад 10 % населення району.

### Вікова і статева структура
Розподіл населення за віком та статтю (2001):
| Стать | Всього | До 15 років | 15-24 | 25-44 | 45-64 | 65-85 | Понад 85 |
| --- | ------ | ----------- | ----- | ----- | ----- | ----- | -------- |
| Чоловіки | 19 327 | 4404        | 2699  | 5622  | 4068  | 2431  | 103      |
| Жінки | 22 428 | 4285        | 2541  | 5449  | 4896  | 4910  | 347      |
| \| Статево-вікова піраміда \| Статево-вікова піраміда \| Статево-вікова піраміда \| \| ----------------------- \| ----------------------- \| ----------------------- \| \| Чоловіки \| Вік \| Жінки \| \| 103 \| 85 + \| 347 \| \| 176 \| 80-84 \| 509 \| \| 478 \| 75-79 \| 1209 \| \| 848 \| 70-74 \| 1635 \| \| 929 \| 65-69 \| 1557 \| \| 927 \| 60-64 \| 1359 \| \| 783 \| 55-59 \| 1009 \| \| 1141 \| 50-54 \| 1263 \| \| 1217 \| 45-49 \| 1265 \| \| 1463 \| 40-44 \| 1478 \| \| 1390 \| 35-39 \| 1238 \| \| 1402 \| 30-34 \| 1374 \| \| 1367 \| 25-29 \| 1359 \| \| 1259 \| 20-24 \| 1254 \| \| 1440 \| 15-20 \| 1287 \| \| 1681 \| 10-14 \| 1597 \| \| 1501 \| 5-9 \| 1515 \| \| 1222 \| 0-4 \| 1173 \| |        |             |       |       |       |       |          |
| Статево-вікова піраміда |        |             |       |       |       |       |          |
| Чоловіки | Вік    | Жінки       |       |       |       |       |          |
| 103 | 85 +   | 347         |       |       |       |       |          |
| 176 | 80-84  | 509         |       |       |       |       |          |
| 478 | 75-79  | 1209        |       |       |       |       |          |
| 848 | 70-74  | 1635        |       |       |       |       |          |
| 929 | 65-69  | 1557        |       |       |       |       |          |
| 927 | 60-64  | 1359        |       |       |       |       |          |
| 783 | 55-59  | 1009        |       |       |       |       |          |
| 1141 | 50-54  | 1263        |       |       |       |       |          |
| 1217 | 45-49  | 1265        |       |       |       |       |          |
| 1463 | 40-44  | 1478        |       |       |       |       |          |
| 1390 | 35-39  | 1238        |       |       |       |       |          |
| 1402 | 30-34  | 1374        |       |       |       |       |          |
| 1367 | 25-29  | 1359        |       |       |       |       |          |
| 1259 | 20-24  | 1254        |       |       |       |       |          |
| 1440 | 15-20  | 1287        |       |       |       |       |          |
| 1681 | 10-14  | 1597        |       |       |       |       |          |
| 1501 | 5-9    | 1515        |       |       |       |       |          |
| 1222 | 0-4    | 1173        |       |       |       |       |          |

## Економіка
У районі діє 6 промислових підприємств: ТзОВ «Млинівські макарони» та «Рівне-Зерно-Продукт», ПП «ВКЗ-Дебют», «Меркурій», Брищанський цегельний завод і КП «Агропроменерго».
На виробництво харчових продуктів, напоїв припадає 94 %.
У районі налічується 36 підприємств з виробництва сільськогосподарської продукції, 53 фермерських господарств та інших сільськогосподарських землекористувачів, у тому числі: СВК — 2, СФГ — 27, СПП — 18, господарські товариства — 3. Загальна площа сільгоспугідь становить 67,3 тис.га., в тому числі ріллі — 61,8 га.
Сільське господарство спеціалізується на виробництві продукції тваринництва, кормовиробництва, вирощуванні зернових і цукрових буряків.
Транспортне обслуговування господарського комплексу і населення району здійснюється одним видом транспорту — автомобільним. На території району діє 2 автопідприємства, а також перевезення здійснюють сільгосппідприємства та приватні перевізники.
Мережа автобусних сполучень включає 40 приміських відправлень місцевого формування, з них 10 міжобласних, 5 міжміських місцевого формування та 144 міжміських транзитних відправлень. В середньому щоденно здійснюється 189 відправлень.
Будівельний комплекс складається з 2-х будівельно-монтажних і 2-х шляхобудівельних організацій. Послуги електрозв'язку в районі надаються Млинівським цехом електрозв'язку № 6 Дубенського центру № 2 Рівненської дирекції ВАТ «Укртелеком». Млинівський цех обслуговування споживачів Дубенського ОЦПЗ № 2 Рівненської дирекції УД ППЗ «Укрпошти» забезпечує жителів району послугами поштового зв'язку. До його складу входять 26 відділень зв'язку.
Торговельна мережа району налічує 330 торгових об'єктів, з них 308 магазинів та 17 кіосків. На території району діє два змішаних ринки «Млинівський» та ринок Острожецького сільського комунального господарства на 638 торгових місць.
У сфері побутового обслуговування населення функціонують 130 об'єктів побуту. Найбільша питома вага припадає на: виготовлення меблів та столярних виробів — 18,5 %, перукарські послуги — 17 %, пошиття та ремонт одягу — 11 %, ремонт взуття — 10 %, ремонт радіоапаратури та побутової техніки — 6,8 %, комп'ютерні послуги — 5 %.
Фінансові структури в районі представлені відділеннями: ПриватБанку, ВАТ «Райффайзен Банк Аваль», «Укрінбанк», ВАТ КБ «Надра», АБК «Правекс-Банк», Ощадбанк, а також 1 філією кредитних спілок.
На цей час у селищі розташовано телефонну квазі-електронну станцію «Квантсис». Телефонний зв'язок по селищу кабельний. Досить широкого поширення набув стільниковий зв'язок. На території району розташовано 12 станцій стільникового зв'язку МТС, «Київстар» та «Лайф».

## Освіта і культура
На території району діють 32 загальноосвітні школи та 18 філій, у яких працює 756 педагогічних працівників та навчається 5613 учнів. Функціонують навчально-виховний комплекс, будинок творчості школярів, центр туристсько-краєзнавчої творчості, дитячо-юнацька спортивна школа та міжшкільний навчально-виробничий комбінат.
У районі діє 2 лікарні, 6 — лікарських амбулаторій, 35 ФАПів. Забезпечення лікарняними ліжками у розрахунку на 10 тис. населення — 60,5 ліжка. Кількість лікарів усіх спеціальностей — 102 чоловіки, працівників середнього медичного персоналу — 339 чол. Забезпечення лікарями на 10 тис. населення — 25,7 чоловік.
Культурно-освітню та дозвіллєву роботу серед населення проводять працівники установ та закладів культури. Культура представлена в районі 43 закладами клубного типу, 34 бібліотеками, художньою та музичною школами, краєзнавчим музеєм та районним центром дозвілля. У них працює 9 народних колективів.
Спортивні об'єкти району — стадіон «Колос» на 1500 місць, водна база відділу освіти з «Елінгом» та готелем на 30 ліжко-місць та база райради «Колос» на 15 місць.
Також — 36 спортивних майданчиків, 12 футбольних полів, 12 приміщень для фізкультурно-оздоровчих занять, 12 стрілецьких тирів.
У районі діє два спортивних клуби: СК «Горизонт» у с. Острожець та СК «Граніт» з рукопашного бою та кікбоксингу.

## Політика
25 травня 2014 року відбулися Президентські вибори України. У межах Млинівського району була створена 51 виборча дільниця. Явка на виборах складала — 76,31 % (проголосували 22 504 із 29 491 виборців). Найбільшу кількість голосів отримав Петро Порошенко — 56,83 % (12 790 виборців); Юлія Тимошенко — 17,86 % (4 019 виборців), Олег Ляшко — 14,18 % (3 191 виборців), Анатолій Гриценко — 4,04 % (909 виборців). Решта кандидатів набрали меншу кількість голосів. Кількість недійсних або зіпсованих бюлетенів — 0,58 %.

## Пам'ятки
У Млинівському районі Рівненської області нараховується 65 пам'яток історії.

## Відомі люди
- Цимбалюк Євген Павлович — письменник, заслужений журналіст України, лауреат літературних премій імені Світочів та імені Валер'яна Поліщука, премії імені Франка в галузі інформаційної політики, головний редактор літературно-краєзнавчого журналу «Погорина».
- Пащук Іван Григорович — письменник, журналіст, краєзнавець.